# Doetinchem vasútállomás
Doetinchem vasútállomás Hollandiában, Doetinchem városában.

## Vasútvonalak
Az állomást az alábbi vasútvonalak érintik:
- Winterswijk-Zevenaar-vasútvonal
- Zutphen–Winterswijk-vasútvonal
- Doetinchem-Hengelo GOLS-vasútvonal

## Kapcsolódó állomások
A vasútállomáshoz az alábbi állomások vannak a legközelebb:
- Doetinchem Stadion railway station (1992–2005, kelet, Winterswijk-Zevenaar-vasútvonal)
- Doetinchem De Huet vasútállomás (1985–, nyugat, Zutphen–Winterswijk-vasútvonal)
- Slangenburg-IJzevoorde Halt (1885. július 15. – 1923. július 1., Doetinchem-Hengelo GOLS-vasútvonal, északnyugat)
- Zelhem railway station (1923. július 1. – , Doetinchem-Hengelo GOLS-vasútvonal, észak-északnyugat)
- Doetinchem West railway station ( – 1985. június 2., nyugat, Winterswijk-Zevenaar-vasútvonal)
- Gaanderen vasútállomás
- Gaanderen-Oosselt Halt
- Terborg vasútállomás